# Galleri över häradsvapen i Sverige
Ett galleri över Sveriges häradsvapen.
|  | Bild på vapnet saknas.    |
|  | Häradet hade inget vapen. |

## Blekinge

Bräkne härad
Listers härad
Medelstads härad
Östra härad

## Bohuslän

Bullarens härad saknade vapen
Inlands Fräkne härad saknade vapen
Inlands Nordre härad saknade vapen
Inlands Södre härad saknade vapen
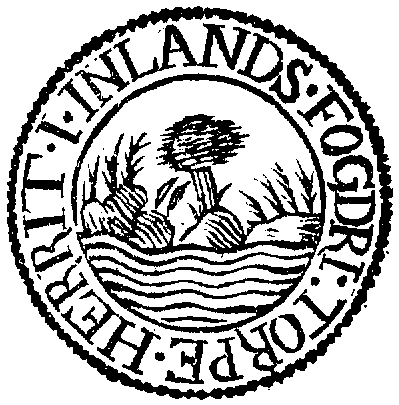
Inlands Torpe härad saknade vapen
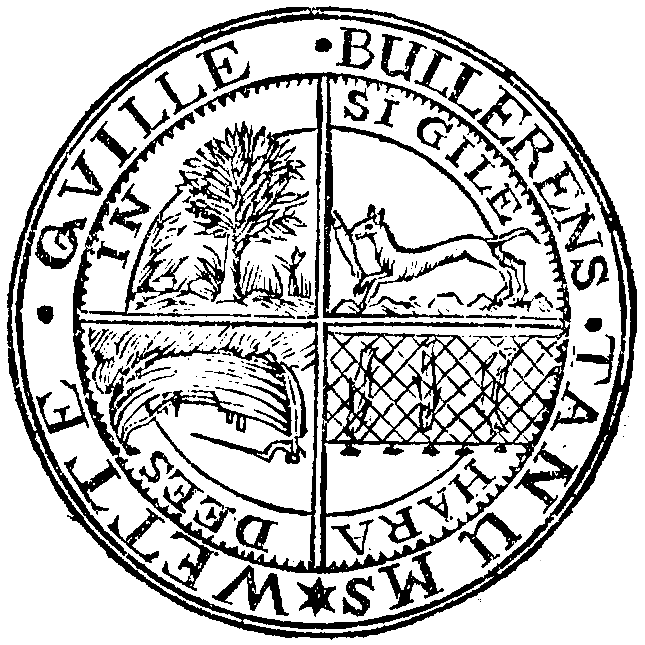
Kville härad saknade vapen
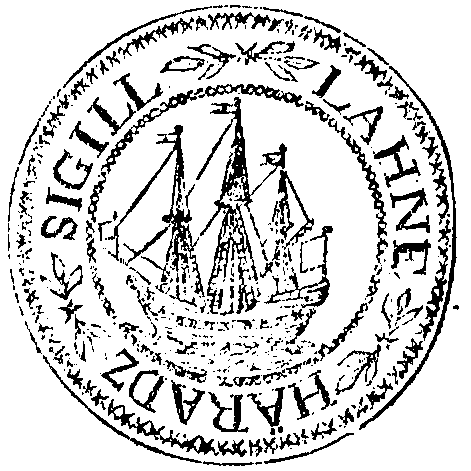
Lane härad saknade vapen
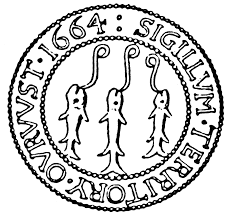
Orusts västra härad saknade vapen
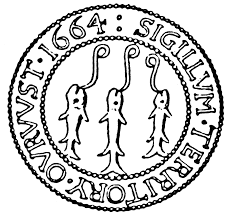
Orusts östra härad saknade vapen
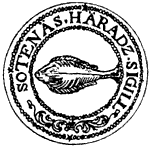
Sotenäs härad saknade vapen
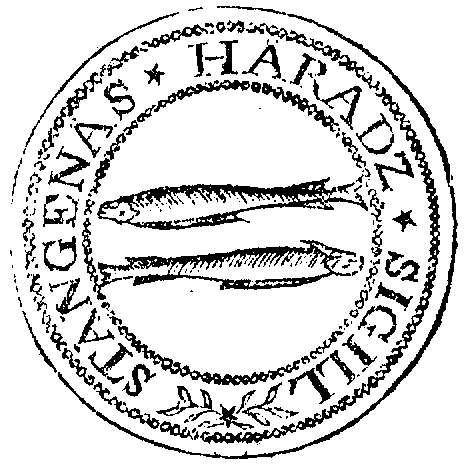
Stångenäs härad saknade vapen
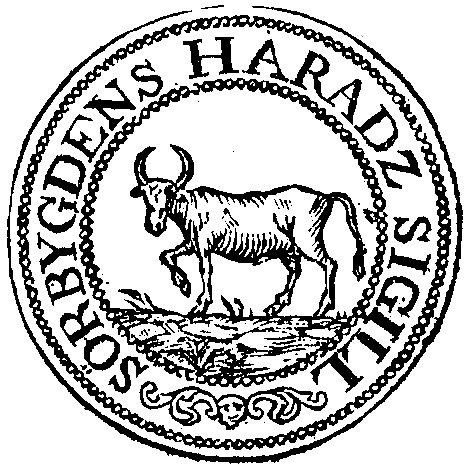
Sörbygdens härad saknade vapen
Tanums härad saknade vapen
Tjörns härad saknade vapen
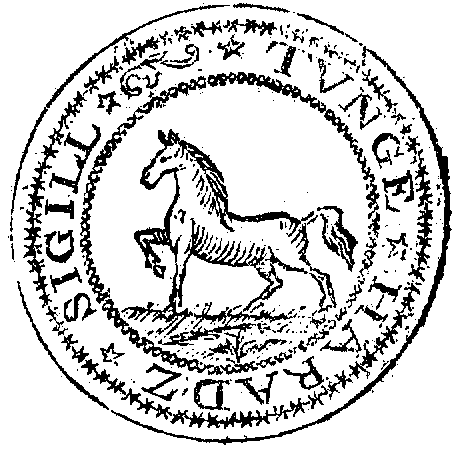
Tunge härad saknade vapen
Vette härad saknade vapen
Västra Hisings härad saknade vapen

## Dalarna

Folkare härad saknade vapen

## Dalsland

Nordals härad
Sundals härad
Tössbo härad saknade vapen
Valbo härad
Vedbo härad saknade vapen

## Gotland

Gotlands norra härad saknade vapen
Gotlands södra härad saknade vapen

## Halland

Faurås härad
Fjäre härad
Halmstads härad
Himle härad
Höks härad
Tönnersjö härad
Viske härad
Årstads härad

## Närke

Askers härad saknade vapen
Edsbergs härad saknade vapen
Glanshammars härad saknade vapen
Grimstens härad saknade vapen
Hardemo härad saknade vapen
Kumla härad saknade vapen
Sköllersta härad saknade vapen
Sundbo härad
Örebro härad saknade vapen

## Skåne

Albo härad
Bara härad
Bjäre härad
Frosta härad
Färs härad
Gärds härad
Harjagers härad
Herrestads härad
Ingelstads härad
Järrestads härad
Ljunits härad
Luggude härad
Norra Åsbo härad
Onsjö härad
Oxie härad
Rönnebergs härad
Skytts härad
Södra Åsbo härad
Torna härad
Vemmenhögs härad
Villands härad
Västra Göinge härad
Östra Göinge härad

## Småland

Allbo härad saknade vapen
Aspelands härad saknade vapen
Handbörds härad saknade vapen
Kinnevalds härad saknade vapen
Konga härad
Mo härad saknade vapen
Norra Möre härad saknade vapen
Norra Tjusts härad saknade vapen
Norra Vedbo härad saknade vapen
Norrvidinge härad saknade vapen
Sevede härad saknade vapen
Stranda härad saknade vapen
Sunnerbo härad saknade vapen
Södra Möre härad saknade vapen
Södra Tjusts härad saknade vapen
Södra Vedbo härad
Tunaläns härad saknade vapen
Tveta härad saknade vapen
Uppvidinge härad
Vista härad saknade vapen
Västbo härad saknade vapen
Västra härad
Östbo härad saknade vapen
Östra härad saknade vapen

## Södermanland

Daga härad saknade vapen
Hölebo härad
Jönåkers härad saknade vapen
Oppunda härad
Rönö härad
Selebo härad saknade vapen
Sotholms härad saknade vapen
Svartlösa härad saknade vapen
Villåttinge härad
Västerrekarne härad saknade vapen
Åkers härad
Öknebo härad saknade vapen
Österrekarne härad saknade vapen

## Uppland

Bro härad saknade vapen
Bro och Vätö skeppslag saknade vapen
Bälinge härad saknade vapen
Danderyds skeppslag saknade vapen
Frösåkers härad saknade vapen
Frötuna och Länna skeppslag saknade vapen
Färentuna härad saknade vapen
Hagunda härad saknade vapen
Håbo härad saknade vapen
Lagunda härad saknade vapen
Lyhundra härad saknade vapen
Långhundra härad saknade vapen
Norunda härad saknade vapen
Närdinghundra härad saknade vapen
Olands härad saknade vapen
Rasbo härad saknade vapen
Seminghundra härad saknade vapen
Simtuna härad saknade vapen
Sjuhundra härad saknade vapen
Sollentuna härad saknade vapen
Torstuna härad saknade vapen
Trögds härad saknade vapen
Ulleråkers härad saknade vapen
Vaksala härad saknade vapen
Vallentuna härad saknade vapen
Våla härad saknade vapen
Väddö och Häverö skeppslag saknade vapen
Värmdö skeppslag saknade vapen
Åkers skeppslag saknade vapen
Åsunda härad saknade vapen
Ärlinghundra härad saknade vapen
Örbyhus härad saknade vapen

## Värmland

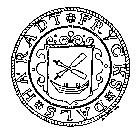
Fryksdals härad saknade vapen
Färnebo härad
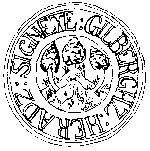
Gillbergs härad saknade vapen
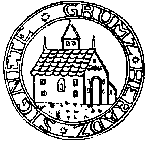
Grums härad saknade vapen
Jösse härad
Karlskoga bergslags härad saknade vapen
Karlstads härad saknade vapen
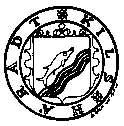
Kils härad saknade vapen
Nordmarks härad saknade vapen
Nyeds härad saknade vapen
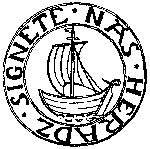
Näs härad saknade vapen
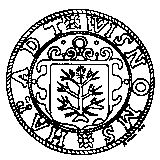
Visnums härad saknade vapen
Väse härad saknade vapen
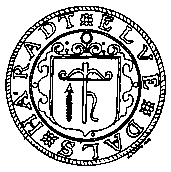
Älvdals härad saknade vapen
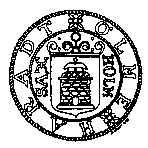
Ölme härad saknade vapen

## Västergötland

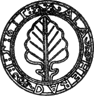
Ale härad saknade vapen
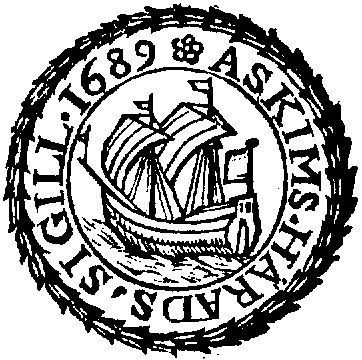
Askims härad saknade vapen
Barne härad
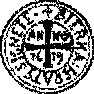
Bjärke härad saknade vapen
Bollebygds härad
Flundre härad saknade vapen
Frökinds härad
Gudhems härad
Gäsene härad saknade vapen
Kinds härad
Kinne härad
Kinnefjärdings härad
Kullings härad saknade vapen
Kåkinds härad
Kållands härad
Laske härad
Marks härad
Redvägs härad
Skånings härad
Sävedals härad saknade vapen
Vadsbo härad
Valle härad
Vartofta härad
Vedens härad
Vilske härad
Viste härad
Väne härad saknade vapen
Vättle härad saknade vapen
Ås härad saknade vapen
Åse härad
Östra Hisings härad saknade vapen

## Västmanland

Fellingsbro härad saknade vapen
Gamla Norbergs bergslag saknade vapen
Grythytte och Hällefors bergslag saknade vapen
Lindes och Ramsbergs bergslag saknade vapen
Nora och Hjulsjö bergslag saknade vapen
Norrbo härad saknade vapen
Nya Kopparbergs bergslag saknade vapen
Siende härad saknade vapen
Skinnskattebergs bergslag saknade vapen
Snevringe härad saknade vapen
Tuhundra härad saknade vapen
Vagnsbro härad saknade vapen
Yttertjurbo härad saknade vapen
Åkerbo härad saknade vapen
Övertjurbo härad saknade vapen

## Öland

Algutsrums härad saknade vapen
Gräsgårds härad saknade vapen
Möckleby härad saknade vapen
Runstens härad saknade vapen
Slättbo härad saknade vapen
Åkerbo härad saknade vapen

## Östergötland

Aska härad
Bankekinds härad
Björkekinds härad
Bobergs härad
Bråbo härad
Dals härad
Finspånga läns härad
Gullbergs härad
Göstrings härad
Hammarkinds härad
Hanekinds härad
Kinda härad
Lysings härad
Lösings härad
Memmings härad
Skärkinds härad
Valkebo härad
Vifolka härad
Ydre härad
Åkerbo härad
Östkinds härad